# Phyllodytes kautskyi
Espèce
Statut de conservation UICN

 LC  : Préoccupation mineure
Phyllodytes kautskyi est une espèce d'amphibiens de la famille des Hylidae.

## Répartition
Cette espèce est endémique d'Espírito Santo au Brésil. Elle se rencontre du niveau de la mer jusqu'à 600 m d'altitude dans la forêt atlantique dans la municipalité de Domingos Martins,.

## Étymologie
Elle est nommée en l'honneur du botaniste Roberto Anselmo Kautsky (1924-2010).

## Publication originale
- Peixoto & Cruz, 1988 : Descrição de duas espécies novas do gênero Phyllodytes Wagler (Amphibia, Anura, Hylidae). Revista Brasileira de Biologia, Rio de Janeiro, vol. 48, no 2, p. 265-272 (texte intégral).